# John Crawfurd
John Crawfurd, född 13 augusti 1783 på Islay i Skottland, död 11 maj 1868 i London, var en brittisk orientalist.
Crawfurd inträdde efter avslutade universitetsstudier som läkare i Ostindiska kompaniets tjänst, inom vilket han avancerade till guvernör i Singapore 1823. Crawfurd förvärvade sig så småningom en ingående kännedom om Sundaöarnas natur- och kulturförhållanden. Hans främsta arbete på detta område är History of the Indian archipelago (3 band, 1820), A grammar and dictionary of the Malay language (2 band, 1852) samt A descriptive dictionary of the Indian islands (1856).